# Ташенев, Салим Манапович
Салим Манапович Ташенев (12 декабря 1956, Акмолинск — 31 декабря 2007, Астана) — советский футболист, тренер.
Большую часть карьеры провёл за клуб «Целинник», за который забил 118 мячей в чемпионатах СССР и Казахстана. Вместе с клубом становился призером. Также в 1987 году становился чемпионом второй лиги за команду Мелиоратор из Чимкента.
По окончании игровой карьеры работал главным тренером в шортандинском «Автомобилисте», вторым тренером в столичной команде, а также активно участвовал в матчах ветеранов.

## Достижения
- Чемпион Второй лиги СССР (2): 1984, 1987
- Обладатель Кубка Казахской ССР: 1986